# Замок Ліманех
Замок Ліманег (англ. Lemaneagh Castle) — один із замків Ірландії, розташований в графстві Клер. Нині від замку залишилися руїни. Замок стоїть в 3 милях від селища Кілфенора у місцевості Карран, біля дороги Баллівоган Роуд (L51). Руїни замку нині стоять на приватній землі, тому відвідування обмежене для туристів. Нині замок Ліманех національна пам'ятка історії та архітектури Ірландії.

## Історія замку Ліманех
Замок Ліманех був однією з твердинь клану О'Браєн. Замок стоїть на краю вапнякового плато. яке називається Буррен. Від замку Ліманех збереглися руїни будинку початку XVII століття — житлового будинку господарів замку. Будинок чотирьохповерховий з високими загостреними вікнами. На схід від будинку руїни високої вежі, побудованої біля 1500 року. Вежа з вузькими бійницями, гвинтовими сходами і численними маленькими кімнатами. Замок колись був оточений високою стіною, яка не збереглася. Збереглися залишки воріт з двома гербами — гербом Конора О'Браєна з датою 1643 рік та гербом його сина Доната О'Браєна з датою 1690 рік. Ще зберігся напис: «Побудовано в 1643 році Конором О'Браєном та Мері ні Магон — дружиною Конора».
В історичних документах замок вперше згадується в 1550 році, коли він перейшов у власність Доноха О'Браєна — лорда Інхіквін, що був повішений в 1582 році за підтримку повстанців. Замок тоді перейшов у власність гілки клану О'Браєн Дромоленд. У 1630 році замок успадкував Конор О'Браєн, дружиною якого була грізна Майре Руа (Майре ні Магон), про яку розповідають багато легенд. Кажуть вона своїх ворогів та поганих слуг вішала — чоловіків за шию, а жінок за волосся на стінах замку за найменшу провину, що вона супроводжувала свого чоловіка в рейдах на землі англійських колоністів. Кажуть, що в неї було руде волосся, що вона мала 25 чоловіків і в кожного з них обірвалось трагічно, а майно цих чоловіків вона привласнювала собі. Вона разом з чоловіком Конором О'Браєном — з єдиним її чоловіком якого вона любила підтримала повстання за незалежність Ірландії. І коли її чоловік був вбитий під час сутички з англійською армією Ладлоу в 1651 році, вона відмовилась відкрити ворота замку, щоб отримати тіло чоловіка, заявивши: «Ми не потребуємо в замку мертвих!» Але коли виявила що він живий, впустила людей, що занесли його до замку, хоча була небезпека, що одночасно в замок вдереться ворог, і доглядала за пораненим чоловіком, аж доки він не помер через лічені години. Ладлоу стояв під замком ще кілька діб, але погода була жахлива, і він повернувся в Лімерік. Майре ні Магон змушена була терміново вийти заміж за якогось Купера, щоб зберегти спадщину вождів клану О'Браєн для свого неповнолітнього сина, що потім став сером Донатом О'Браєн — предком подальших лордів Інхіквін. Кажуть, що з Купером вона посварилась одного ранку — він щось погане сказав про її колишнього чоловіка. Тоді вона вбила Купера, коли він голився, ударом кинджала в живіт і сказала: «Ніхто не має право говорити щось погано про мого коханого Конора!». Ще розповідають, що вона любила їздити на норовистому чорному коні — мчала на ньому з шаленою швидкістю. В неї було багато докучливих залицяльників і женихів. Кожному вона давала цього коня і наказувала проїхатись. Кінь летів з шаленою швидкістю над прірвами і в одну мить скидував вершника в провалля. Розповідають, що коли вона померла, то її тіло поховали в дуплі дерева, а її привид часто бачили в різних місцинах графства Клер, особливо біля мегалітичних споруд та вівтарів друїдів. Сер Донат О'Браєн прикрасив замок Ліманех парком та садами, створив біля замку тінисті алеї. Але переселився в замок Дромоленд, де він і помер в 1717 році. Замок прийшов до занепаду і поступово перетворювався на руїну. Елементи замку були використані для інших споруд, зокрема для будівлі «Старий Гранд готель Енніс».